# Orgelimprovisation
Der Begriff Orgelimprovisation bezeichnet allgemein jegliche Form von Improvisation auf der Orgel. Im kirchlichen Kontext ist damit das Improvisieren auf der Orgel im Rahmen des Gottesdienstes gemeint, das ein Bestandteil des liturgischen Orgelspiels ist. Daneben gibt es Orgelimprovisation im Rahmen von reinen (auch säkularen) Konzerten. Historisch kam der Orgelimprovisation auch eine Rolle als Bühnenmusik und bei der musikalischen Untermalung von Stummfilmen zu. Weiterhin ist sie auch im Jazz und Blues bekannt.

## Orgelimprovisation im Gottesdienst
Die Orgelimprovisation im Rahmen eines Gottesdienstes ist kirchliche Gebrauchsmusik. Sie ist dem liturgischen Geschehen untergeordnet.

## Orgelimprovisation im Konzert
In der klassischen Konzertkultur ist das Improvisieren heute ein Alleinstellungsmerkmal der Orgel. Während im Instrumentalkonzert des 17. und 18. Jahrhunderts konzertant-improvisatorische Elemente etwa auch bei der Violine oder beim Klavier üblich waren, sind sie später zunehmend in den Hintergrund gedrängt worden. Seit dem 20. Jahrhundert verläuft die Grenze zwischen „Improvisation“ und „Komposition“ bei vielen Instrumenten parallel zu jener zwischen Jazz, ethnischer Musik oder Unterhaltungsmusik einerseits und klassischer Musik andererseits.
In der Geschichte des Orgelspiels hingegen ist diese Abgrenzung nie in solcher Deutlichkeit gezogen worden. Hier begegnen sich Interpret, Improvisator und Komponist häufig in Personalunion. Berühmte Beispiele sind etwa Johann Sebastian Bach, Abbé Vogler, Max Reger, Marcel Dupré, Olivier Messiaen, Charles Tournemire, Pierre Cochereau oder Pierre Pincemaille.
Das gottesdienstliche und das konzertante Improvisieren sind handwerklich, ästhetisch und geschichtlich eng miteinander verknüpft. Dass die Orgelimprovisation auch im konzertanten Rahmen „überlebt“ hat, verdankt sie wohl primär ihrer kontinuierlichen Pflege als eigenständige Disziplin der Kirchenmusik.

## Bühnen- und Stummfilmmusik
Einen Sonderfall innerhalb der Orgelimprovisation nimmt die musikalisch-illustrative Begleitung von Theaterstücken, Pantomimen, Revueaufführungen und später von Stummfilmen ein. Ihre Blüte erlebte dieses Genre in der Stummfilmbegleitung auf der Kinoorgel der 1910er und 1920er Jahre – um dann mit Aufkommen des Tonfilms rasch wieder zu verschwinden.
Seit die Wiederaufführung von alten Stummfilmen mit Livemusik in den 1990er Jahren als Veranstaltungsformat wiederentdeckt wurde, feierte auch das Improvisieren auf der Kinoorgel eine gewisse Renaissance. Als Novum kam die Aufführung säkularer Unterhaltungs-Stummfilme in kirchlichen Räumen, begleitet von einer Kirchenorgel hinzu.

## Jazz und Blues
Auch im Jazz und im Blues haben sich eigenständige Improvisationstraditionen auf der Orgel entwickelt. Hier spielte neben der Pfeifenorgel vor allem auch die elektronische Hammond-Orgel eine wichtige und stilprägende Rolle.

## Klangbeispiele
|  |  |